# Tower Hill

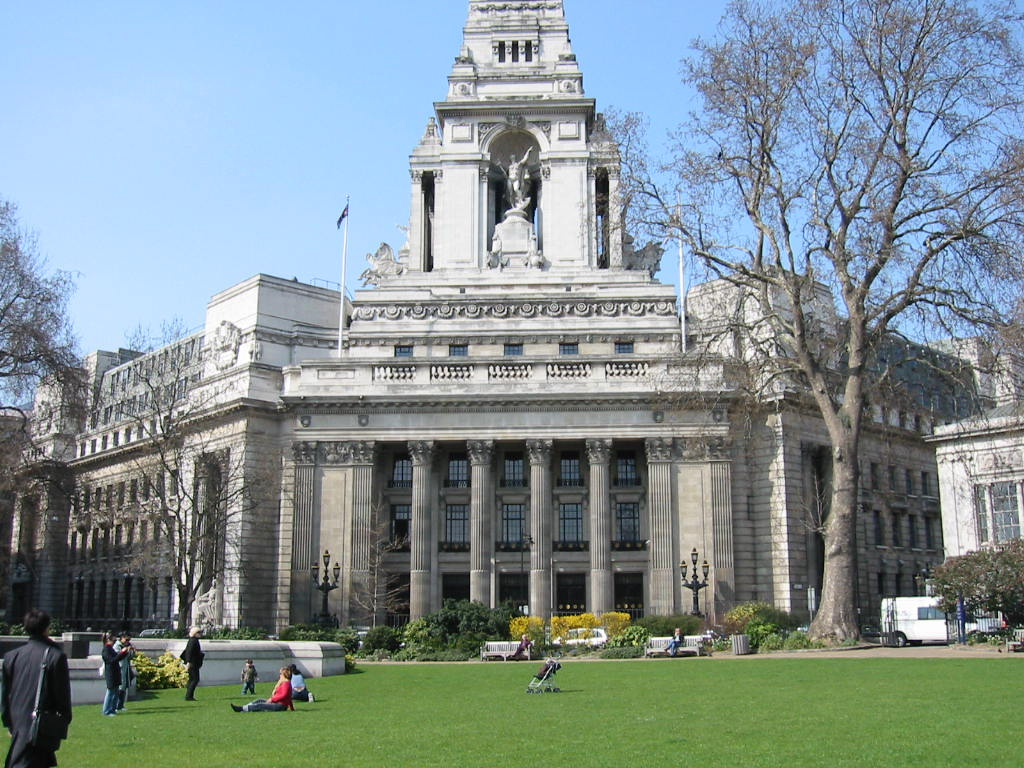
Il palazzo della Capitaneria di Porto di Londra, Trinity Square Gardens, Tower Hill

Tower Hill è un punto elevato della città di Londra a nord-ovest della Torre di Londra, presso London Borough of Tower Hamlets.
Nei pressi del London Wall è presente dal 1980 la Statua di Traiano di Londra - Tower Hill.

## Storia
Il fatto che questo quartiere sia una delle parti più antiche di Londra lo dimostrano i ritrovamenti archeologici presenti sull'altura che risalgono all'età del bronzo, ed altri successivi riconducibili all'epoca dell'occupazione romana con tracce di un villaggio distrutto dalla regina Boudicca.
La chiesa di All Hallows-by-the-Tower è rinomata perché ingloba parti di architettura romanica databile a prima del 680.
Questa collina fu inoltre uno dei luoghi divenuti noti per le importanti esecuzioni che nel corso della storia inglese vi ebbero luogo. Tra i personaggi più conosciuti qui giustiziati ricordiamo:
- Simon Sudbury Arcivescovo di Canterbury - 1381
- James Tuchet, VII barone Audley, comandante della Cornish Rebellion del 1497, decapitato il 18 giugno 1497
- Edward Stafford, III duca di Buckingham - 1521
- John Fisher - 1535
- Sir Thomas More, Lord Cancelliere - 1535
- George Boleyn, visconte Rochford - 1536
- Thomas Cromwell, conte di Essex - 1540
- Edward Seymour, I duca di Somerset - 1552
- Lord Guilford Dudley - 1554
- Sir Anthony Babington - 1586
- Sir Gervase Helwys - 1615
- Mervyn Tuchet, II conte di Castlehaven - 1631
- William Laud, Arcivescovo di Canterbury - 1645
- Sir Henry Vane il Giovane - 1662
- James Scott, I duca di Monmouth - 1685
- William Boyd, IV conte di Kilmarnock - 1746
- Arthur Elphinstone, VI Lord Balmerino - 1746
- Robert Boyd del Clan Boyd - 1746
- Simon Fraser, XI Lord Lovat - 1747